# Sherburne (Nowy Jork)
Sherburne – miasto w Stanach Zjednoczonych, w stanie Nowy Jork, w hrabstwie Chenango.